# Околе (Куявсько-Поморське воєводство)
Околе (пол. Okole, нім. Kollenbach) — село в Польщі, у гміні Короново Бидґозького повіту Куявсько-Поморського воєводства.
Населення — 660 осіб (2011).
У 1975-1998 роках село належало до Бидгощського воєводства.

## Демографія
Демографічна структура станом на 31 березня 2011 року:
|          | Загалом | Допрацездатний вік | Працездатний вік | Постпрацездатний вік |
| -------- | ------- | ------------------ | ---------------- | -------------------- |
| Чоловіки | 325     | 71                 | 238              | 16                   |
| Жінки    | 335     | 66                 | 229              | 40                   |
| Разом    | 660     | 137                | 467              | 56                   |